# Chiesa dei Santi Pietro e Paolo (Vico Equense)
La chiesa dei Santi Pietro e Paolo è una chiesa ubicata a Vico Equense nella frazione di Montechiaro; è sede parrocchiale.

## Storia
I primi documenti che attestano la presenza della chiesa risalgono al 1499 quando era intitolata solo a san Paolo: dalle successive visite pastorali del 1550 e del 1584 risultava già essere parrocchia e possedere due altari laterali oltre a quello maggiore. Nel 1660 la chiesa era dedicata ai due santi e possedeva quattro altari, che successivamente divennero sei; nel 1775 fu consacrata dal vescovo di Vico Equense Paolino Pace.
Lavori di restauro si ebbero nel 2004 per terminare l'anno successivo.

## Descrizione
La facciata della chiesa, inserita tra due lesene, è a vela: al centro è posto l'unico portale d'ingresso sormontato da una croce trilobata, mentre la sommità è a timpano con al centro un altorilievo in stucco di uno stemma vescovile.
All'interno si presenta a croce latina a navata unica con volta a botte, lungo la quale si aprono due cappelle per ogni lato: all'incrocio della navata con il breve transetto è il presbiterio sulla quale si innalza la cupola, mentre sul fondo è l'abside semicircolare che ospita l'altare maggiore. La pavimentazione è in riggiole napoletane e sul lato sinistro della navata è posto un ambone in legno; nella controfacciata è la cantoria.
Esternamente è il campanile, a basa quadrata, diviso in tre livelli.